# Persjaja Liha
De Persjaja Liga is het tweede niveau van het voetbal in Wit-Rusland.
De competitie is in 1992 gestart. Er namen 16 clubs aan deel en de bovenste twee promoveren naar de Vysjejsjaja Liha en de onderste twee degraderen naar het Droehaja Liha. In 2016 werd de competitie ingekrompen naar 14 deelnemers.
De competities van 1992 (lente) en 1995 (herfst) werden door middel van een halve competitie gespeeld. De competities hier tussenin waren herfst/lentecompetities, alle overige waren lente/herfstcompetities.

## Kampioenen
- 1992: Dinamo-2 Minsk
- 1992/93: Shinnik Babrujsk
- 1993/94: Obuvschik Lida
- 1994/95: MPKC Mozyr
- 1995: Naftan-Devon Novopolotsk
- 1996: Transmash Mahiljow
- 1997: FK Homel
- 1998: FC Lida
- 1999: FC Kommunalnik Slonim
- 2000: FC Molodechno
- 2001: Torpedo Zhodino
- 2002: FC Darida
- 2003: MTZ-RIPO Minsk & FK Vitebsk
- 2004: Lokomotiv Minsk
- 2005: Belshina Babrujsk
- 2006: FC Minsk
- 2007: Savit Mahiljow
- 2008: FC Minsk
- 2009: Belshina Babrujsk
- 2010: FC Homel
- 2011: FK Slavia-Mozyr
- 2012: FK Dnepr Mahiljow
- 2013: FK Sloetsk
- 2014: Hranit Mikashevichy
- 2015: FC Isloch Minsk Raion
- 2016: FK Homel
- 2017: Loetsj Minsk
- 2018: FK Slavia-Mozyr
- 2019: Belshina Babrujsk
- 2020: FK Sputnik Retsjitsa
- 2021: FK Arsenal Dsjarschynsk
- 2022: FC Naftan Navapolatsk
- 2023: FK Arsenal Dsjarschynsk

Arsenal Dzerzjinsk · 
Baranavitsjy · 
Belsjyna Babroesjk · 
Dnjepr Mahiljow ·
Kroemkatsjy Minsk ·
Lida · 
Lokomotiv Homel · 
Naftan Navapolatsk · 
Orsja · 
Sjachtjor Pietrykaŭ ·
Slonim-2017 · 
Volna Pinsk
Albanië · 
Andorra · 
Armenië · 
Azerbeidzjan · 
België (tot 2016 / vanaf 2016) ·
Bhutan ·
Bosnië-Herzegovina (BiH) · 
Bosnië-Herzegovina (RS) · 
Bulgarije · 
Curaçao · 
Cyprus · 
Denemarken · 
Duitsland · 
Engeland · 
Estland · 
Faeröer · 
Finland · 
Frankrijk · 
Georgië · 
Gibraltar · 
Griekenland · 
Hongarije · 
Ierland · 
IJsland · 
Israël · 
Italië · 
Kazachstan · 
Kosovo · 
Kroatië · 
Letland · 
Litouwen · 
Luxemburg · 
Malta · 
Moldavië · 
Montenegro · 
Nederland · 
Noord-Ierland · 
Noord-Macedonië · 
Noorwegen · 
Oekraïne · 
Oostenrijk · 
Polen · 
Portugal · 
Roemenië · 
Rusland · 
Schotland · 
Servië · 
Servië en Montenegro (FR Joegoslavië) ·
Slovenië · 
Slowakije · 
Sovjet-Unie · 
Spanje · 
Tsjechië · 
Tsjecho-Slowakije ·
Turkije · 
Turkse Republiek Noord-Cyprus · 
Wales (Noord) · 
Wales (Zuid) · 
Wit-Rusland · 
Zweden · 
Zwitserland